# أراسين ستاديون
أراسين ستاديون (بالنرويجية: Åråsen Stadion‏) هو ملعب لكرة القدم يقع في مدينة ليلستروم في النرويج، بُني في عام 1950، وتبلغ السعة الأجمالية للمتفرجين حوالي 12,250 ألف متفرج، ويعتبر المقر الرئيسي لنادي ليلستروم لكرة القدم.